# Atletismo nos Jogos Pan-Americanos de 1999 - Arremesso de peso masculino
A prova do arremesso de peso masculino nos Jogos Pan-Americanos de 1999 foi realizada em 24 de julho de 1999.

## Medalhistas
| Ouro                          | Prata                          | Bronze                    |
| Brad Mears USA Estados Unidos | Jamie Beyer USA Estados Unidos | Bradley Snyder CAN Canadá |

### Final
| Posição           | Nome                | Nacionalidade      | Marca | Notas |
| ----------------- | ------------------- | ------------------ | ----- | ----- |
| Medalha de ouro   | Brad Mears          | USA Estados Unidos | 19.93 |       |
| Medalha de prata  | Jamie Beyer         | USA Estados Unidos | 18.95 |       |
| Medalha de bronze | Bradley Snyder      | CAN Canadá         | 18.74 |       |
| 4                 | Édson Miguel        | BRA Brasil         | 17.99 |       |
| 5                 | Jason Tunks         | CAN Canadá         | 17.66 |       |
| 6                 | Marco Antonio Verni | CHI Chile          | 16.65 |       |